# Polyipnus clarus
Polyipnus clarus és una espècie de peix pertanyent a la família dels esternoptíquids.

## Descripció
- Fa 6 cm de llargària màxima.[5]

## Hàbitat
És un peix marí i batidemersal que viu entre 0-833 m de fondària (normalment, entre 300 i 400).

## Distribució geogràfica
Es troba a l'Atlàntic occidental: des del golf de Mèxic i el mar Carib, i resseguint el corrent del Golf, fins al golf de Maine.

## Observacions
És inofensiu per als humans.